# Seeshaupt

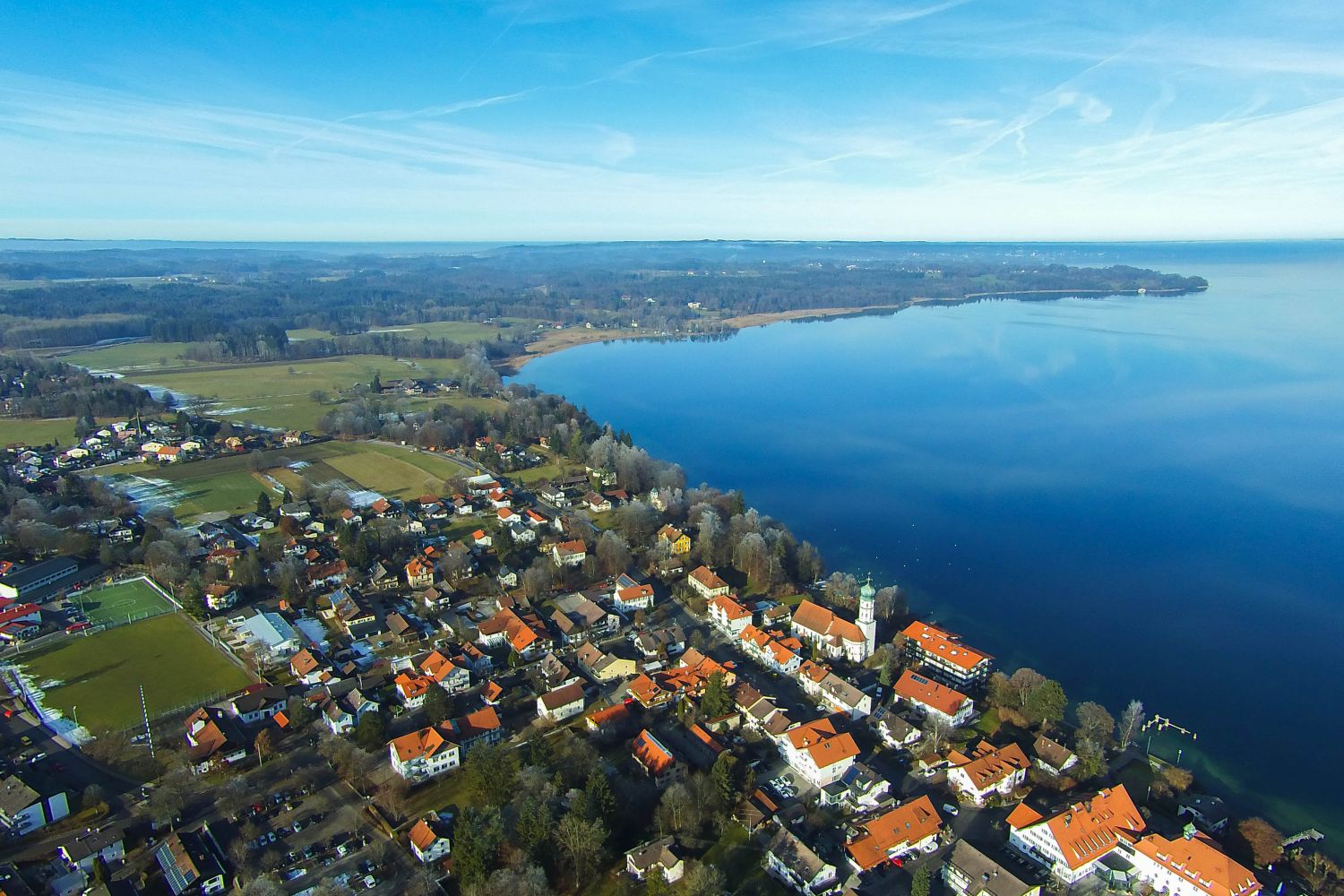
Luftaufnahme von Seeshaupt

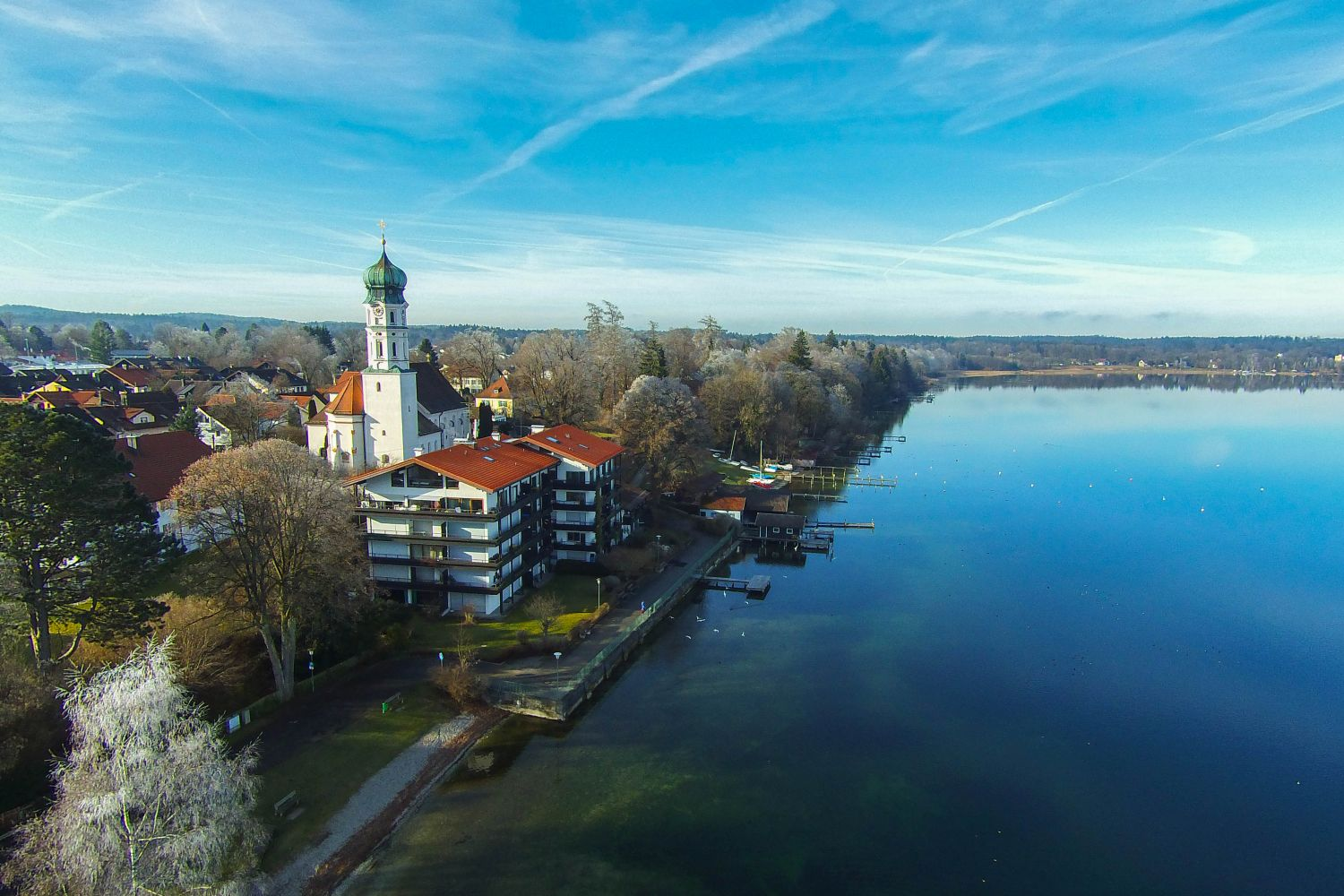
Luftaufnahme von Seeshaupt mit Kirche

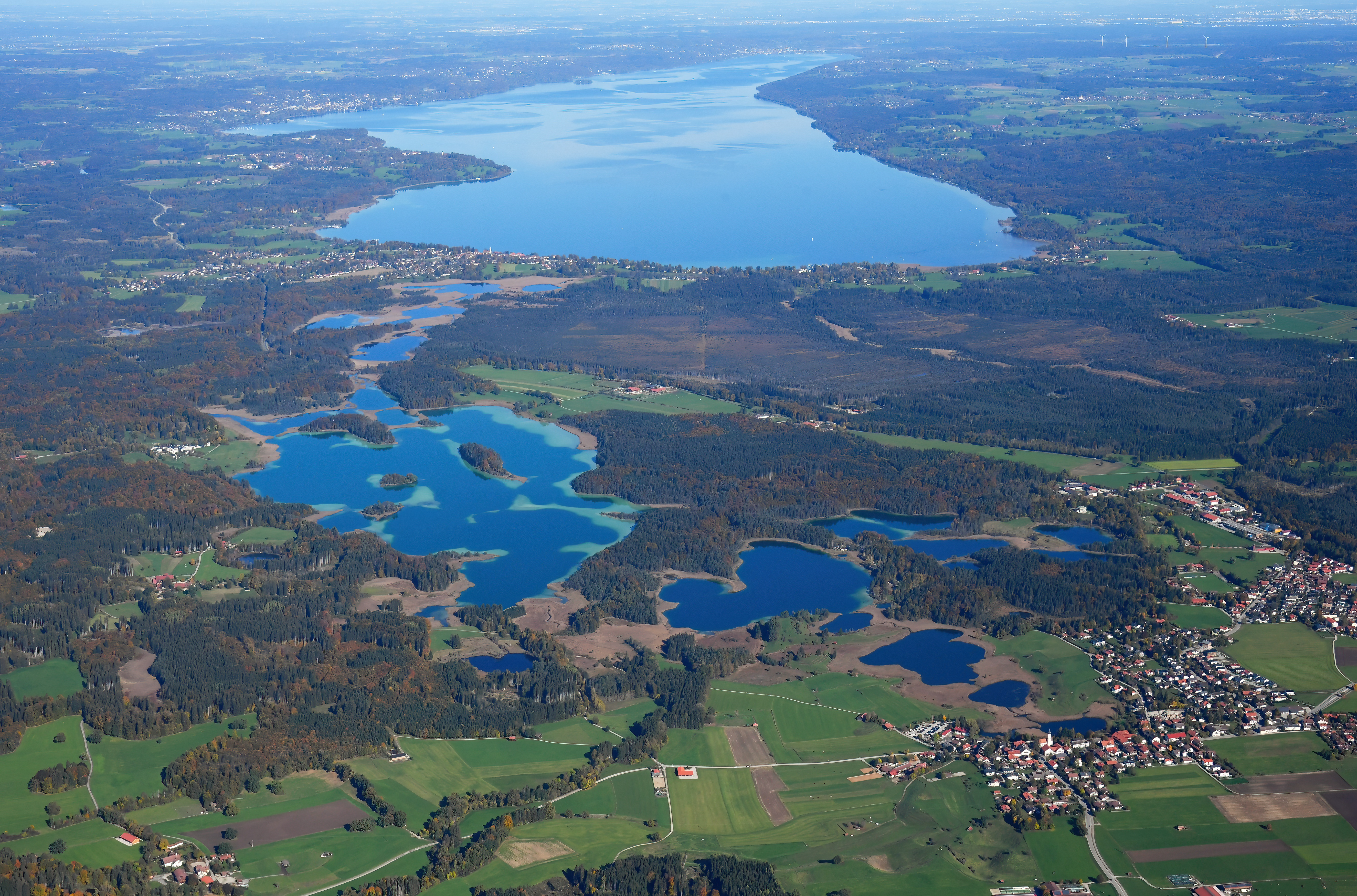
Blick von Süden: Seeshaupt zwischen den Osterseen und dem Starnberger See

Seeshaupt ist eine Gemeinde und ein Pfarrdorf im oberbayerischen Landkreis Weilheim-Schongau.

## Geographie

### Geographische Lage
Die Gemeinde liegt in der Region Oberland am Südende des Starnberger Sees.
Das Gemeindegebiet erstreckt sich vom Seeufer nach Süden zu den Osterseen, deren nördlicher Teil ab dem Stechsee, sowie der Frechensee im Gemeindegebiet liegen. Im Westen zieht sich das Gemeindegebiet auf den Höhenrücken zwischen Starnberger und Ammersee, diese Gebiete sind dem Eberfinger Drumlinfeld zuzurechnen.

### Gemeindegliederung
Es gibt die Gemarkungen Magnetsried und Seeshaupt.
Es gibt 18 Gemeindeteile (in Klammern ist der Siedlungstyp angegeben):
- Brandenberg (Einöde) M
- Eisenrain (Weiler) M
- Ellmann (Einöde) S
- Hohenberg (Weiler) S
- Holzmühle (Einöde) M
- Hübschmühle (Weiler) M
- Jenhausen (Kirchdorf) M
- Kreutberg (Einöde) M
- Kronleiten (Einöde) S
- Magnetsried (Kirchdorf) M
- Nußberg (Einöde) M
- Oppenried (Weiler) M
- Pollingsried (Kirche) S
- Schmitten (Weiler) M
- Seeseiten (Weiler) S
- Seeshaupt (Pfarrdorf) S
- Ungertsried (Einöde) M
- Wolfetsried (Weiler) S

### Nachbargemeinden
Die Nachbargemeinden sind (im Uhrzeigersinn im Norden beginnend): Bernried, Münsing, Iffeldorf, Antdorf, Eberfing, Weilheim und Wielenbach. Im Nordosten grenzt die Gemeinde an den Starnberger See.

## Geschichte

Carl Spitzweg: Ankunft in Seeshaupt, um 1880

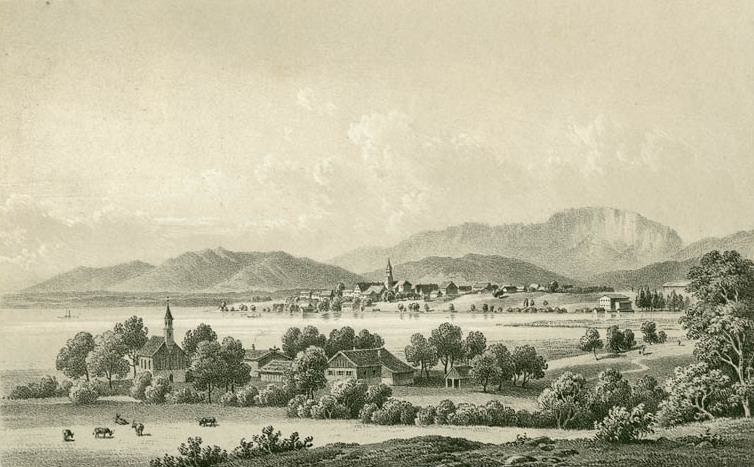
Eberhard Emminger: Seeshaupt um 1840

### Bis zur Gemeindegründung
Seeshaupt wurde 740 als Seshoipit zum ersten Mal urkundlich erwähnt. Der Name geht auf althochdeutsch seo (‚See‘) und houbit (‚Haupt‘) zurück. Die Siedlung liegt am „Haupte“, also am Ende des Sees.
Bis zur Säkularisation im Jahre 1803 waren die Einwohner von Seeshaupt meist Abhängige der umgebenden Klöster: Polling, Bernried, Benediktbeuern, Beuerberg und Habach. Seeshaupt gehörte zum Rentamt München und zum Landgericht Weilheim des Kurfürstentums Bayern.
Am 31. März 1815 kam es im Dorf zu einem verheerenden Großbrand, dem 29 der damals bestehenden 42 Anwesen zum Opfer fielen. Auch der Dachstuhl der Kirche und der Glockenturm brannten aus, ein vollständiges Abbrennen konnte durch die Bernrieder Feuerwehr mit einer Feuerspritze verhindert werden. Der Wiederaufbau erfolgte noch im selben Jahr nach fortschrittlichen Plänen des königlich bayerischen Baubeamten Gustav Vorherr. Dabei wurde die geradlinige Anlegung von Straßen, Gärten und Gebäuden mit Prämien belohnt.
Im Zuge der Verwaltungsreformen in Bayern entstand mit dem Gemeindeedikt von 1818 die Gemeinde Seeshaupt, die zum Landgericht Weilheim gehörte.

### Zweiter Weltkrieg und Folgen
Gegen Ende des Zweiten Weltkrieges am 30. April 1945 kam im Ort ein Eisenbahn-Evakuierungstransport aus dem Dachauer KZ-Außenlagerkomplex Mühldorf mit 3000 Konzentrationslager-Häftlingen zum Stehen, die von US-Truppen befreit wurden. 92 von ihnen starben an den erlittenen Misshandlungen und wurden im Ort begraben. Am 30. April 1995, 50 Jahre später, wurde ein Mahnmal an der Bahnhofstraße errichtet. Jedes Jahr am 30. April findet dort eine Gedenkfeier statt. Die zunächst vor Ort begrabenen Toten wurden in den Jahren 1955 und 1956 nach Dachau umgebettet.

### Eingemeindungen
Am 1. April 1938 wurden aus der aufgelösten Gemeinde Arnried Gebietsteile mit den Gemeindeteilen Ellmann, Hohenberg, Kronleiten, Pollingsried und Wolfetsried eingegliedert. Bei der Gemeindegebietsreform wurde am 1. Mai 1978 die Gemeinde Magnetsried eingegliedert.

### Einwohnerentwicklung
Zwischen 1988 und 2018 wuchs die Gemeinde von 2565 auf 3257 um 692 Einwohner bzw. um 27 %.
| Jahr | Einwohner |
| ---- | --------- |
| 1840 | 0595      |
| 1871 | 0694      |
| 1900 | 0965      |
| 1925 | 1326      |
| 1939 | 1359      |
| 1950 | 2427      |
| 1961 | 1993      |
| 1970 | 2092      |
| 1987 | 2545      |
| 1991 | 2621      |
| 1995 | 2605      |
| 2000 | 2764      |
| 2005 | 2885      |
| 2010 | 2866      |
| 2015 | 3196      |
| 2017 | 3195      |

## Religion
Zur römisch-katholischen Pfarrei Seeshaupt gehören neben der Pfarrkirche St. Michael auch die Filialkirchen St. Margareta in Magnetsried, Mariä Himmelfahrt in Jenhausen und die ehemalige Wallfahrtskirche St. Maria in Sankt Heinrich. 2011 waren 51,3 % der Bevölkerung Seeshaupts römisch-katholisch und 19,0 % evangelisch-lutherisch. Die 1935 erbaute evangelische Kirche ist Teil der evangelisch-lutherischen Kirchengemeinde Penzberg.

## Politik

### Bürgermeister
| Zeitraum                           | Partei  | Bürgermeister        | Beruf                                       | Anmerkung                                                   |
| ---------------------------------- | ------- | -------------------- | ------------------------------------------- | ----------------------------------------------------------- |
| 3. Januar 1906 – 17. August 1906   |         | Jakob Egold          | Landwirt                                    |                                                             |
| 28. August 1906 – 14. Juni 1919    |         | Josef Schallenkammer | Sattlermeister                              |                                                             |
| 20. Juni 1919 – 1. März 1933       |         | Anton Lidl           | Sägewerksbetreiber                          |                                                             |
| 3. Mai 1933 – 14. Februar 1937     |         | Karl Kiesmüller      | Lehrer                                      |                                                             |
| 5. März 1937 – 20. Februar 1939    |         | Thomas Schwaighofer  | Metzger                                     |                                                             |
| 20. Februar 1939 – 1. Oktober 1942 |         | Hans Meusel          | Ökonomierat und Gutsverwalter von Seeseiten |                                                             |
| 30. Oktober 1942 – 1. Mai 1945     |         | Otto Hausmann        | Zahnarzt                                    | abgesetzt von amerikanischen Streitkräften                  |
| 1. Mai 1945 – 8. Mai 1945          |         | Alois Reil           | Bäckermeister                               | von den Amerikanern als „Ortsverwalter“ eingesetzt          |
| 9. Mai 1945 – 30. Juni 1948        |         | Josef Konrad         | Meteorologe                                 | anschließend Landrat des Landkreises Weilheim in Oberbayern |
| 8. August 1948 – 2. Februar 1963   |         | Josef Dommaschk      | Land- und Gastwirt                          |                                                             |
| 28. April 1963 – 9. Januar 1965    |         | Hans Kirner          | Fischer                                     |                                                             |
| 1. April 1965 – 20. April 1970     |         | Wilhelm Demmel       | Gärtner und Baumschulenbesitzer             |                                                             |
| 19. Juli 1970 – 30. März 1977      |         | Andreas Seitz        | Malermeister                                |                                                             |
| 5. Juni 1977 – 30. April 1990      | CSU     | Richard Gleich       | Gutsverwalter in Seeseiten                  |                                                             |
| 1. Mai 1990 – 27. August 1993      | CSU     | Richard Kögl         | Bankdirektor                                |                                                             |
| 8. November 1993 – 30. April 2002  | CSU     | Hans Hirsch          | Steuerberater                               |                                                             |
| 1. Mai 2002 – 2008                 | SPD     | Hans Kirner          | Realschullehrer                             | Ab 9. Oktober 2007 wegen Rücktritts beurlaubt               |
| 2007–2008                          | PfW     | Fritz Stuffer        | Heizungssanitärmeister                      | Leiter der Amtsgeschäfte                                    |
| 2008 – 30. April 2020              | PfW/PfB | Michael Bernwieser   | OP-Pfleger                                  |                                                             |
| seit 1. Mai 2020                   | CSU     | Friedrich Egold      | Dipl.-Ing. (FH) Versorgungstechnik          |                                                             |

Zweiter Bürgermeister ist Bernd Habich (PfB), dritter Armin Mell (FDP).

### Gemeinderat
|  | Gemeinderatswahl Seeshaupt 2020Wahlbeteiligung: 71,1 % 403020100 32,125,925,411,04,5 PfBaCSUGrAScFDPSPDGewinne und Verlusteim Vergleich zu 2014 %p 8 6 4 2 0 −2 −4 −6 −8−10−1,4−2,3+7,9+4,1−9,4PfBCSUGrASFDPSPDAnmerkungen:a Parteifreie Bürger Seeshaupt/Magnetsriedc Grüne Alternative Seeshaupt | Sitzverteilung im Gemeinderat Seeshaupt 2020Insgesamt 16 Sitze - SPD: 1 - GrAS: 4 - PfB: 5 - FDP: 2 - CSU: 4 |

| Partei/Liste                                                                           | Wahl 2020     | Wahl 2020 | Wahl 2014     | Wahl 2014 | Wahl 2008     | Wahl 2008 | Wahl 2002     | Wahl 2002 | Wahl 1996     | Wahl 1996 |
| Partei/Liste                                                                           | Stimmenanteil | Sitze     | Stimmenanteil | Sitze     | Stimmenanteil | Sitze     | Stimmenanteil | Sitze     | Stimmenanteil | Sitze     |
| -------------------------------------------------------------------------------------- | ------------- | --------- | ------------- | --------- | ------------- | --------- | ------------- | --------- | ------------- | --------- |
| CSU                                                                                    | 25,9 %        | 4         | 28,2 %        | 5         | 33,4 %        | 5         | 33,2 %        | 5         | 41,1 %        | 6         |
| SPD                                                                                    | 4,5 %         | 1         | 13,9 %        | 2         | 28,3 %        | 4         | 26,8 %        | 4         | 19,2 %        | 2         |
| Parteifreie Bürger Seeshaupt/Magnetsried (PfB) (bis 2008 als Parteifreie Wähler (PFW)) | 32,1 %        | 5         | 33,5 %        | 5         | 38,3 %        | 5         | 27,6 %        | 4         | 25,9 %        | 4         |
| FDP                                                                                    | 11,0 %        | 2         | 6,9 %         | 1         | –             | –         | 12,3 %        | 1         | 13,9 %        | 2         |
| Grüne Alternative Seeshaupt (GrAS)                                                     | 25,2 %        | 4         | 17,5 %        | 3         | –             | –         | –             | –         | –             | –         |
| Gesamt                                                                                 | 100 %         | 16        | 100 %         | 16        | 100 %         | 14        | 100 %         | 14        | 100 %         | 14        |
| Wahlbeteiligung                                                                        | 71,1%         | 71,1%     | 74,1 %        | 74,1 %    | 72,5 %        | 72,5 %    | 70,5 %        | 70,5 %    |               |           |

### Gemeindefinanzen
| Merkmal                              | 1999 | 2009  | 2013  |
| ------------------------------------ | ---- | ----- | ----- |
| Bruttoausgaben                       |      | 8304  | 5843  |
| Gemeindesteuereinnahmen              | 1903 | 2584  | 3197  |
| Gewerbesteuerumlage                  | 408  | 142   | 248   |
| Steuereinnahmekraft                  |      | 2818  | 3576  |
| Steuerkraftmesszahl                  |      | 2566  | 2949  |
| Gemeindeschlüsselzuweisungen         |      | 0     | 0     |
| Verschuldung                         |      | 264   | 10    |
| Verschuldung je Einwohner            |      | 0,092 | 0,003 |
| Planmäßig geleisteter Schuldendienst |      | 18    | 14    |
| Finanzkraft                          |      | 1301  | 1298  |

### Wappen
| | Blasonierung: „In Blau ein schräg liegender silberner Fisch.“ |
| Wappenbegründung: Der Fisch symbolisiert die Lage der Gemeinde am Starnberger See und die Bedeutung der Fischerei als wichtiger Erwerbszweig in früheren Zeiten. Der von 1520 bis 1535 als Propst des Klosters Bernried wirkende Johannes Tutzinger führte einen Fisch in seinem persönlichen Wappen, das noch heute auf einer spätgotischen Steinplastik, der so genannten Seegerichtssäule von 1522, am Dampfersteg in Seeshaupt zu finden ist. Es bleibt unklar, ob es sich dabei um eine Landmarke des Seegerichts Starnberg oder die einstige Seegrenze handelt. Die Tingierung in Blau und Silber ist passend für See und Fisch und spielt zugleich auf die bayerischen Landesfarben an. Das Wappen wurde am 19. März 1951 durch das Staatsministerium des Inneren verliehen. |                                                               |

### Partnergemeinden
- Krzyżanowice, Schlesien, Polen, seit 1998[23]
- Saint-Trojan-les-Bains, Département Charente-Maritime, Frankreich, seit 1981[24]

## Kultur und Sehenswürdigkeiten

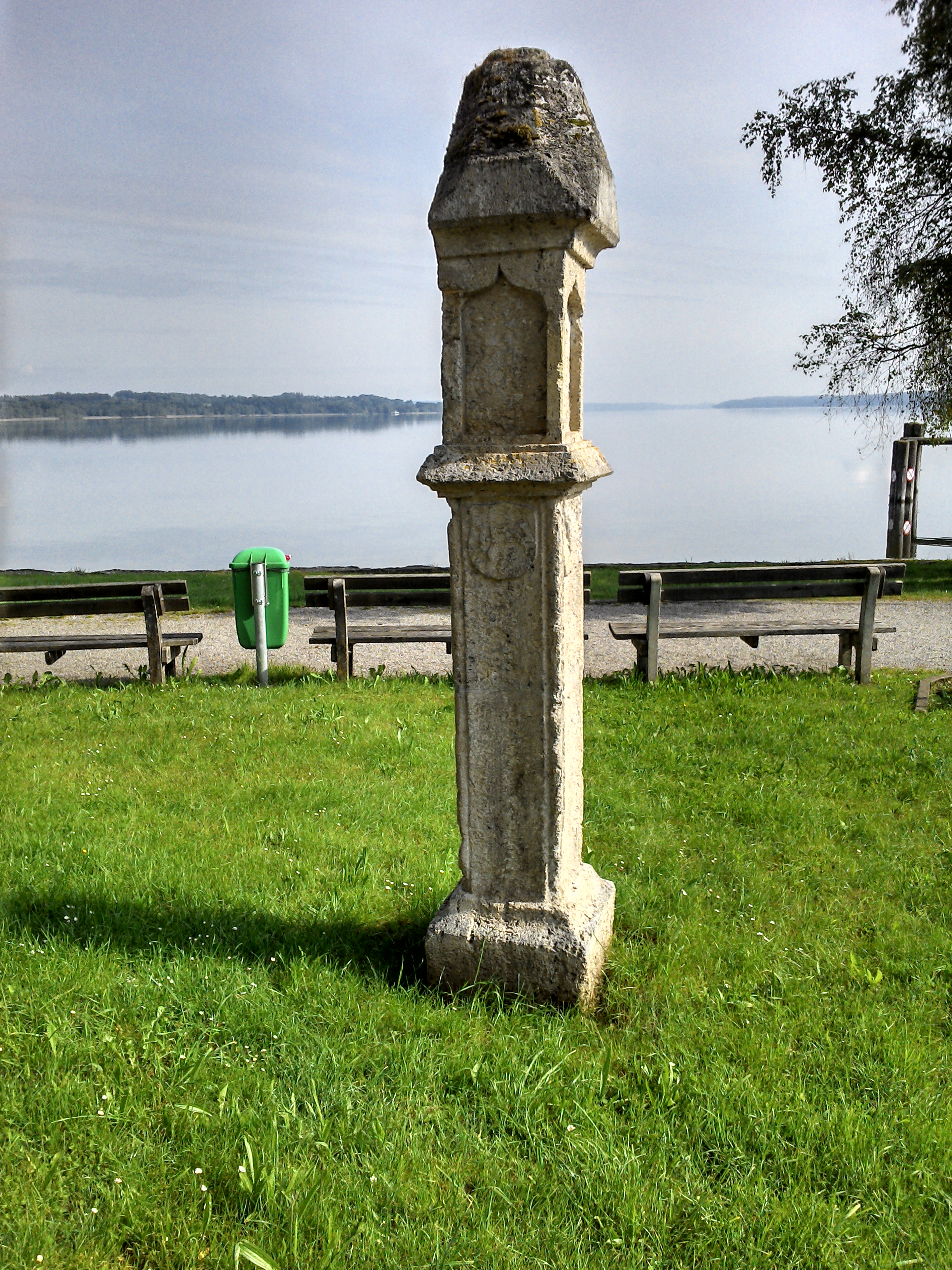
Seegerichtssäule

- Pfarrkirche St. Michael

Anna-Kapelle mit Fresken im Turm aus der Romanik, heutiger Altarraum erbaut 1482, Erweiterung 1909 (mit historischer Weigle-Orgel)
- Seegerichtssäule am Dampfersteg[26]

Siehe auch: Liste der Baudenkmäler in Seeshaupt und Liste der Bodendenkmäler in Seeshaupt

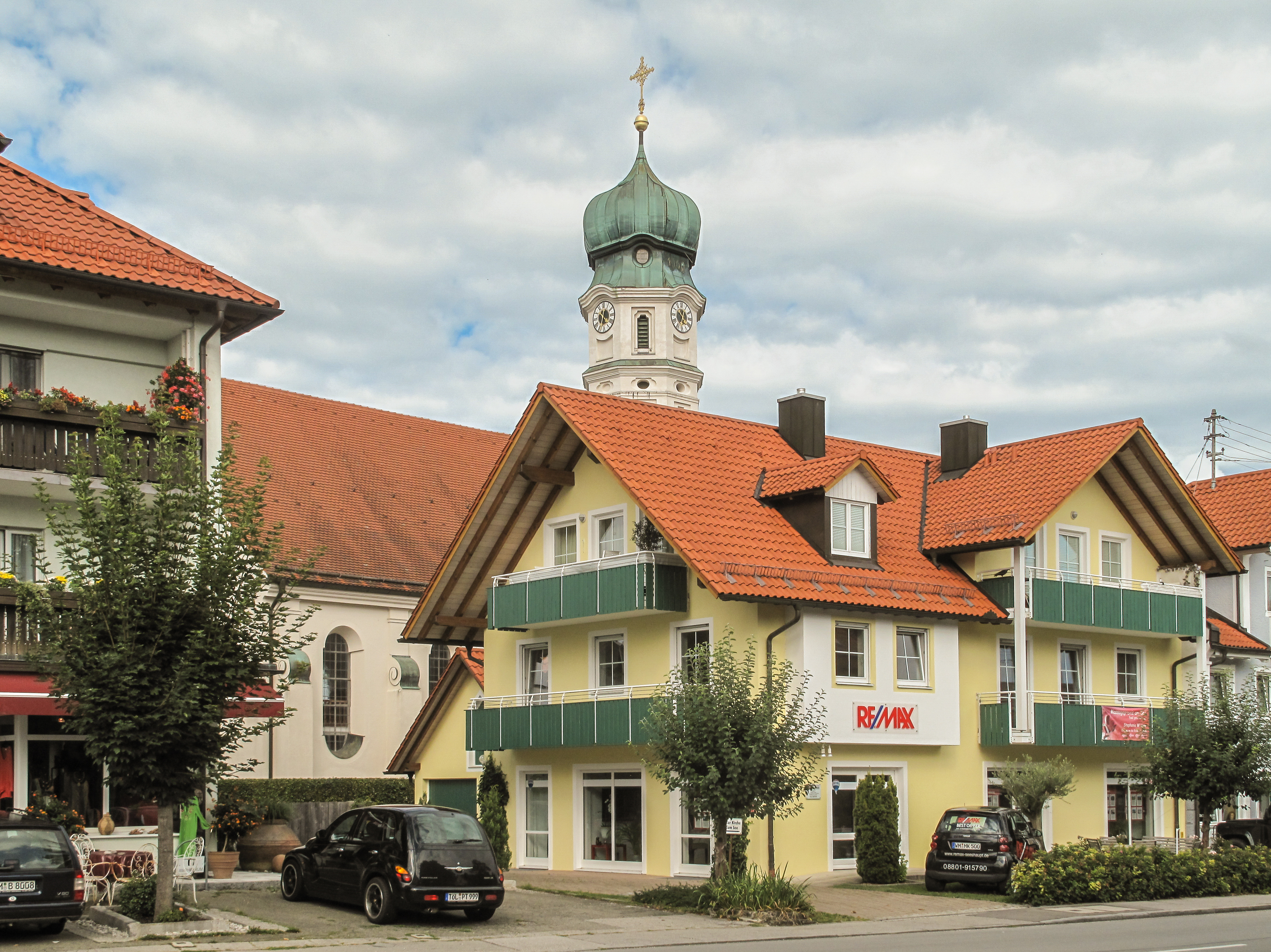
Kirchturm in Seeshaupt
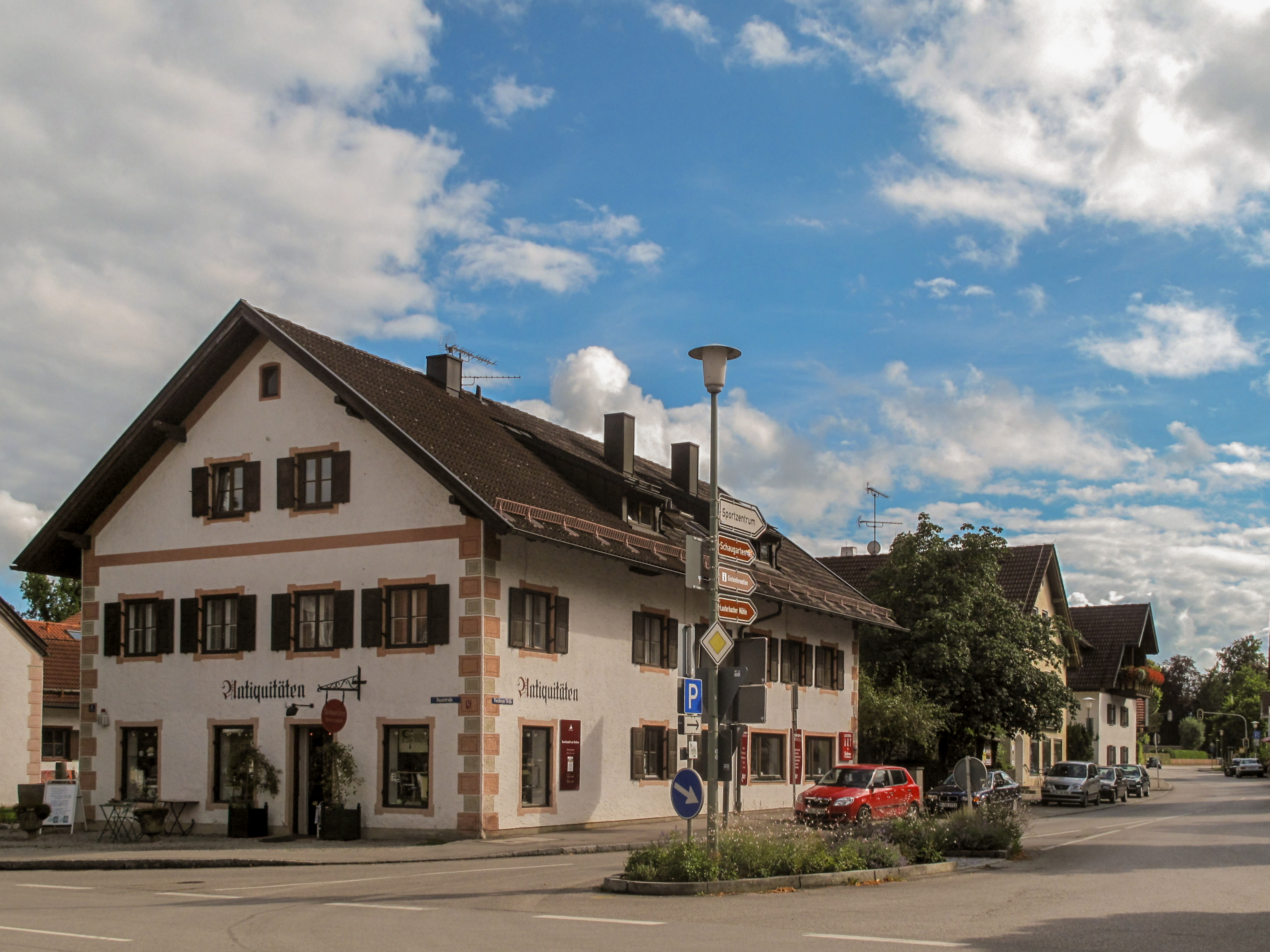
Hauptstraße/Ecke Penzberger Straße in Seeshaupt
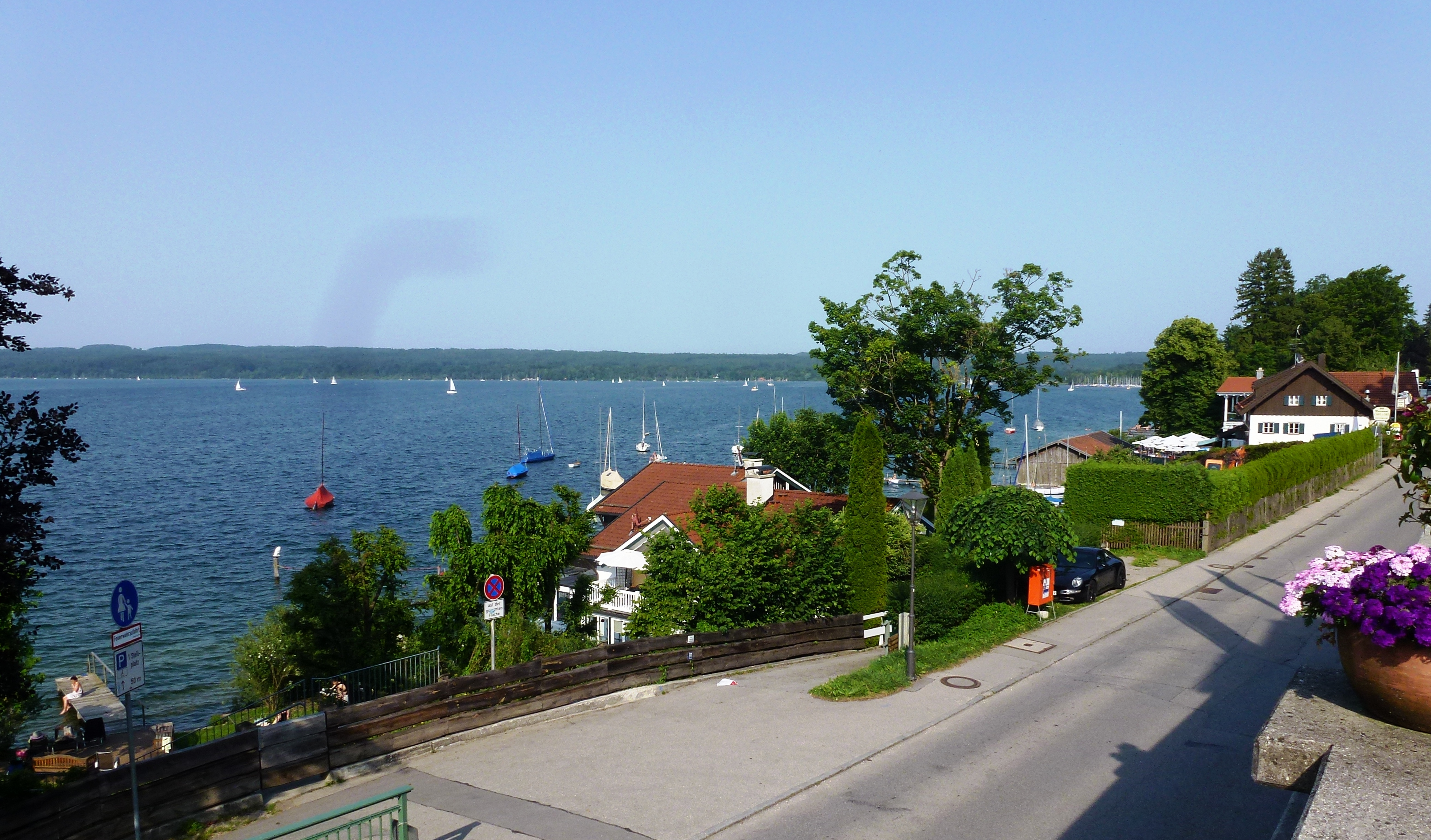
Blick von Seeshaupt auf den Starnberger See 2012
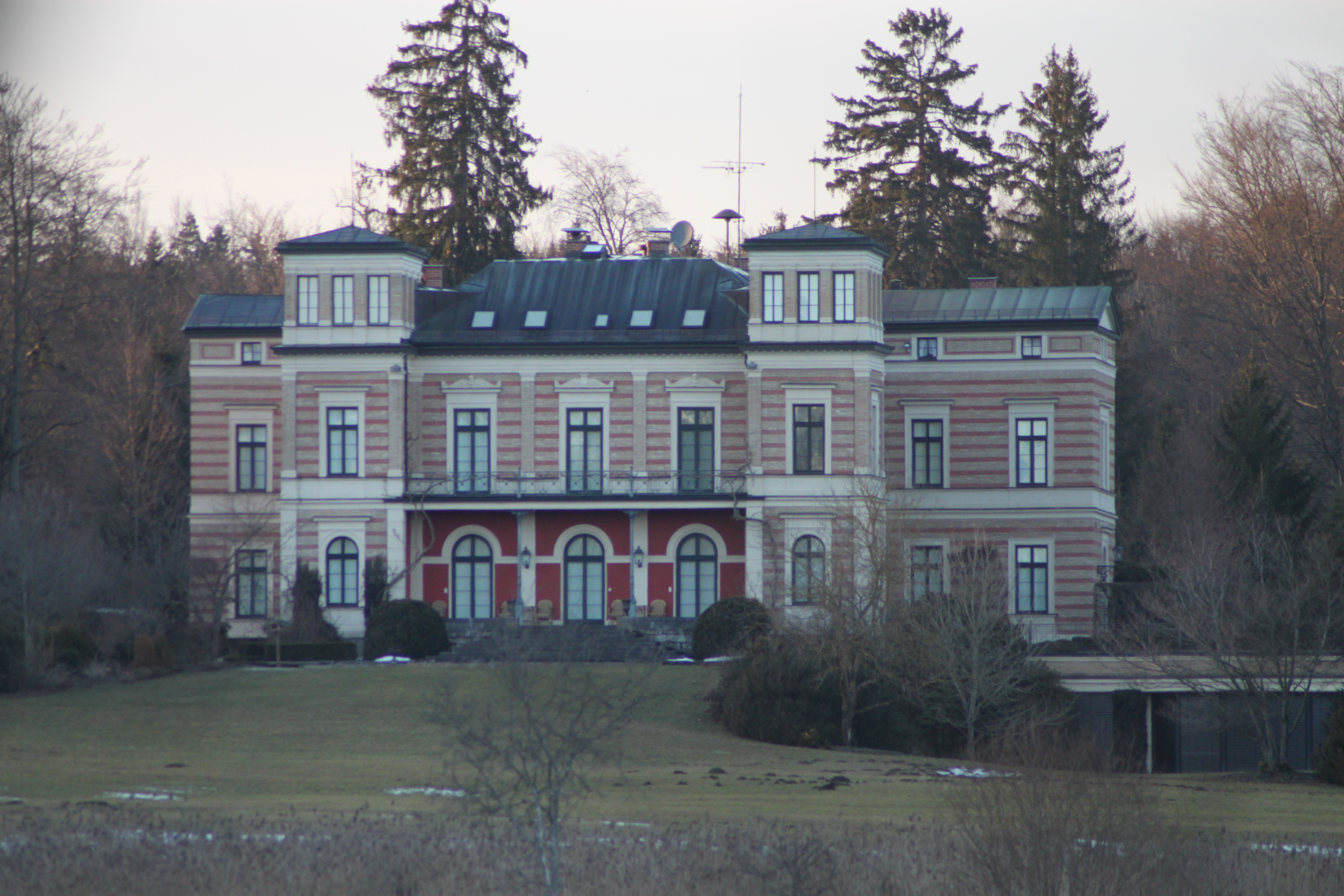
Schloss Seeseiten

## Wirtschaft und Infrastruktur

### Wirtschaft einschließlich Land- und Forstwirtschaft
Sozialversicherungspflichtig Beschäftigte am Wohnort gab es 2013 insgesamt 892. Im verarbeitenden Gewerbe (sowie Bergbau und Gewinnung von Steinen und Erden) gab es keine, im Bauhauptgewerbe 2014 vier Betriebe. Zudem bestanden im Jahr 2010 38 landwirtschaftliche Betriebe mit einer landwirtschaftlich genutzten Fläche von 1159 Hektar. Davon waren 112 Hektar Ackerland und 1047 Hektar Dauergrünland.

### Tourismus
Im Jahr 2014 verzeichnete Seeshaupt 40.004 Übernachtungen, davon 2802 von ausländischen Gästen. Die durchschnittliche Aufenthaltsdauer von Gästen aus dem Inland betrug 2,7 Tage, die von Ausländern 2,4 Tage.

### Verkehr

#### Straßenverkehr
Seeshaupt liegt an der Staatsstraße 2064 Weilheim–Seeshaupt–Königsdorf–Bad Tölz mit Anschluss an die Bundesautobahn 95 (Ausfahrt Penzberg/Iffeldorf) sowie an der Staatsstraße 2063 Starnberg–Tutzing–Seeshaupt–Penzberg.

#### Bahnverkehr
Seeshaupt hat einen seit dem Umbau 2014 barrierefreien Bahnhof an der eingleisigen Bahnstrecke Tutzing–Kochel, der Kochelseebahn, die in der Hauptverkehrszeit nach München verlängert wird. Der Bahnhof kann als Kreuzungsbahnhof genutzt werden.

#### Busverkehr
Es halten folgende Regionalbuslinien des Oberbayernbus und des MVV in Seeshaupt:
| Linie | Verlauf                                               |
| ----- | ----------------------------------------------------- |
| 9614  | Tutzing – Bernried – Seeshaupt – Iffeldorf – Penzberg |
| 9655  | Weilheim – Seeshaupt – Iffeldorf – Penzberg           |
| 373   | Seeshaupt – Ambach – Münsing – Wolfratshausen         |

#### Schiffsverkehr
Seeshaupt wird in der Sommersaison von den Schiffen der Bayerischen Seenschifffahrt auf dem Starnberger See angelaufen und dadurch mit Bernried, Ambach, Tutzing, Ammerland, Possenhofen, Leoni, Berg und Starnberg verbunden.

### Bildung
Es gibt folgende Einrichtungen (Stand 2014):
- zwei Kindergärten mit 15 tätigen Personen, 119 Kindergartenplätzen und 94 Kindern
- Grundschule Seeshaupt mit acht Lehrern und 98 Schülern in fünf Klassen
- Außenstelle der Volkshochschule Penzberg[33]
- Musikschule der Stadt Penzberg

## Persönlichkeiten
- Franz Xaver Oetzinger (1888–?), Landrat im Landkreis Viechtach
- Anton Dörfler (1890–1981), Schriftsteller
- Ernst Geitlinger (1895–1972), Maler
- Franz Josef Konrad (1897–1962), Bürgermeister von Seeshaupt und Landrat von Weilheim
- Hanns Schertel von Burtenbach (1902–1985), Erfinder, Tragflügelboot-Pionier[34]
- JoKarl Huber (1902–1996), Künstler
- Jo Mihaly (1902–1989), Tänzerin, Schauspielerin, Dichterin und Autorin
- Karl Walther (1905–1981), Maler
- Kristina Söderbaum (1912–2001), Schauspielerin, wurde auf dem Friedhof in Seeshaupt beigesetzt
- Walter Dörfler (1922–2000), Bühnenbildner
- Eva Dehm-Hasselwander (1923–2015), Pädagogin und Kinderbuch-Autorin
- Peter Schamoni (1934–2011), Regisseur
- Fred Williams (* 1938), Schauspieler
- Christian Hartl (* 1964), römisch-katholischer Geistlicher
- Thomas Dörfler (* 1966), Bühnenbildner und Maler